# George Dempsey (cyclisme)
Pour les articles homonymes, voir George Dempsey et Dempsey.
George Dempsey, né le 11 août 1905, à Cootamundra (Australie) et mort le 1er août 1985 à Newport Beach (Californie), est un coureur cycliste australien. Il commence sa carrière comme sprinteur, participe aux Jeux olympiques d'été de 1924, puis devient un coureur de six jours. 
Après avoir représenté l'Australie aux Jeux olympiques de 1924, George Dempsey gagne une course de six jours à Sydney en 1925. Il émigre ensuite aux États-Unis et continue à courir dans les courses de six jours de 1928 à 1937, plus de 30 fois, avec des victoires à Oakland en 1936 et 1937, avec le Canadien Lew Rush. Il termine également deuxième à Philadelphie en 1932 et 1934, Cleveland et Louisville en 1935, et à Minneapolis en 1936. Dempsey court également les six jours de Paris en 1935, mais ne termine pas.

## Palmarès
- 1925
  - Six jours de Sydney avec Ken Ross [3]
- 1928
  - 3e des Six jours de Chicago
- 1929
  - 3e des Six jours de New York
- 1931
  - 3e des Six jours de Montréal
- 1932
  - 2e des Six jours de Philadelphie
- 1933
  -  Champion des États-Unis de vitesse
  - 3e des Six jours de New York
  - 3e des Six jours de Chicago
- 1934
  - 2e des Six jours de Philadelphie
  - 3e des Six jours de Détroit
- 1935
  - 2e des Six jours de Louisville
  - 2e des Six jours de Cleveland
- 1936
  - Six jours d'Oakland avec Lew Rush
  - 2e des Six jours de Minneapolis
- 1937
  - Six jours d'Oakland avec Cecil Yates
  - 3e des Six jours de San Francisco